# Tesla Roadster (2008)
O Tesla Roadster é um carro elétrico do tipo desportivo, o pioneiro produzido pela Tesla, tendo sua produção descontinuada no final de 2011. O carro pode andar 350 km num único carregamento das suas baterias e acelera de 0–100 km/h em 3,9 segundos. O consumo energético do carro é de 133 W·h/km (4,7 mi/kW·h), equivalente a 135 mpg–U.S. (1,74 L/100 km / 162,1 mpg–imp).

## História
O carro foi oficialmente revelado ao público em 19 de julho de 2006 em Santa Mónica, Califórnia, num evento para apenas 350 pessoas convidadas no Barker Hangar no Aeroporto de Santa Mónica.

## Desenvolvimento
O Roadster foi desenvolvido com a ajuda dos carros Lotus. A Lotus forneceu a tecnologia do desenvolvimento do chassis básico do seu Lotus Elise, com o qual os engenheiros da Tesla desenharam um novo chassis. Os desenhistas da Tesla escolheram construir o corpo dos painéis usando fibra de carbono para diminuir o peso; esta escolha faz do Roadster um dos carros mais baratos feitos completamente em fibra de carbono. O carro foi montado na fábrica da Lotus em Hethel, Inglaterra com alguns componentes fornecidos para a fábrica pela Tesla.
O Roadster compartilha menos de 10% dos seus componentes com o Lotus Elise; os componentes compartilhados estão confinados ao pára-brisa, air bags, pneus, algumas peças do painel, e componentes da suspensão. A montagem das peças acontecem em vários lugares do mundo. A fábrica da Tesla Motor's na ilha Formosa constrói os motores e os sistemas de armazenamento de energia (ESS) que foram inicialmente construídos na Tailândia durante o desenvolvimento, mas depois foi mudado para São Carlos, na Califórnia após o início da produção. Os chassis são construídos na Noruega. A SOTIRA, em  St. Meloir & Pouancé France, cria os painéis de fibra de carbono em RTM. Os freios do Roadster são feitos pela Siemens, na Alemanha e os testes de segurança também são elaborados pela Siemens.
O motor AC (Corrente Alternada) e a tecnologia drivetrain são mais avançadas que outras versões usadas no GM EV1 e o AC Propulsion tzero. A Tesla fez um pedido da patente de recarregamento redutivo de propulsão AC que combina integração dos eletrônicos com o inversor, assim, reduzindo massa, complexidade e custo. A Tesla desenhou então e construiu o seu próprio "power electronics", o motor, e outros componentes "drivetrain" que incorporaram esta tecnologia licenciada de propulsão AC.
Muitos protótipos do Tesla Roadster foram produzidos de 2004 até 2007. Estudos iniciais foram feitos em dois veículos teste. Dez protótipos de "Engineefring" (EP1 thru EP10) foram então construídos e testados no final de 2006 e começo de 2007, quando foram iniciadas muitas mudanças menores. A Tesla então produziu dezessete protótipos de validação (VP1 até VP17) que foram entregues no começo de Março de 2007. Estas revisões finais foram de resistência e batida testados numa preparação para produção em série.

## Produção
A entrega da produção foi originalmente planejada para Outubro de 2007 e então mudaram para Setembro de 2007, até o primeiro trimestre de 2008. A produção em série do carro começou em 17 de Março de 2008 depois de dois anos de protótipos e testes. Entretanto, o primeiro Roadster da produção, chamado de "P1", foi entregue ao presidente da Tesla, Elon Musk, em 1 de Fevereiro de 2008.
Durante os dois primeiros meses de produção, Tesla produziu um total de três Roadsters (P3/VINF002, P4/VINF004 e P5/VINF005). Os carros de produção P1 e P2 foram construídos antes do começo da produção regular da série, que começou em 1º de março de 2008.
A Tesla anunciou que no mês de Março de 2009 a produção mensal alcançou pela primeira vez os três dígitos, tendo sido produzidos 104 Roadsters. Até ao início de Abril de 2009 tinham sido entregues 320 Roadsters a clientes.

### Fim
No final do ano de 2011 a Tesla anunciou o fim da produção do esportivo. Ao todo, foram montados 2 600 unidades do Tesla Roadster, após 5 anos de fabricação. As últimas 15 unidades do carro foram fabricados na versão Final Edition.
Um Tesla Roadster vermelho de Elon Musk, CEO da empresa, foi lançado ao espaço pela empresa SpaceX, da qual o mesmo também é CEO, como carga de teste para o foguete Falcon Heavy, no dia 06/02/2018.

## Prêmios
- 2007 - Vencedor INDEX Award - categoria: diversão[2]